# Emma Stach
Emma Lina Stach (* 4. Oktober 1996 in Buchholz in der Nordheide) ist eine deutsche Basketballspielerin. Bei 1,75 m Körpergröße spielt sie auf der Position der Aufbauspielerin.

## Karriere
Stach begann ihre Karriere bei den Buchholz Wild Girls im TSV Sprötze. Nach dem Wechsel zur BG 89 Rotenburg/Scheeßel war sie mit 13 Jahren die jüngste Spielerin, die jemals in der 2. Damen-Basketball-Bundesliga eingesetzt wurde. Nach dem Aufstieg ihres Vereins gab sie mit 14 Jahren ihr Debüt in der 1. Damen-Basketball-Bundesliga. Sie ist damit die jüngste Spielerin, die jemals in der 1. Liga spielte. 2011 wurde sie als jüngste Spielerin aller Zeiten für die U16-Nationalmannschaft nominiert, mit der sie die B-Europameisterschaft gewann. Sie selbst wurde zum besten Point Guard und damit in die Auswahlmannschaft der besten Spielerinnen des Turniers gewählt.
2011 stellte Stach mit 59 Punkten im Spiel gegen die Metropol Girls Recklinghausen einen WNBL-Rekord auf. Ende 2011 war sie mit 15 Jahren die jüngste Starting-Five-Spielerin, die jemals in der 1. Damen-Basketball-Bundesliga auflief. Bei der A-EM 2012 in der U16 erzielte sie mit 19,2 je Begegnung den besten Punkteschnitt aller teilnehmenden Spielerinnen und war die erste Deutsche, der dies gelang, musste mit der deutschen Auswahl aber den Abstieg aus der A-Gruppe hinnehmen. 2012 wurde sie zum Rookie des Jahres der DBBL gewählt.
Beim Bundesligaspiel 2012 gegen den TSV Wasserburg erzielte sie 25 Punkte und trug damit maßgeblich zum Sieg ihres Teams gegen den haushohen Meisterschaftsfavoriten bei. Der ehemalige deutsche Nationaltrainer und Trainer des TSV Wasserburg, Bastian Wernthaler, attestierte ihr, die beste Nachwuchsspielerin Deutschlands zu sein.
Stach gab im März 2014 bekannt, ein Angebot der Gonzaga University erhalten und angenommen zu haben und im Herbst 2014 nach Spokane zu den Gonzaga Bulldogs zu wechseln. Dort spielte mit Sonja Greinacher bereits eine weitere Deutsche. Im Juli 2017 bestritt sie ihren ersten Lehrgang im Trikot der Damen-Basketballnationalmannschaft.
Stach blieb bis zum Ende des Spieljahres 2017/18 an der Gonzaga University. Sie kam während ihrer Collegezeit auf insgesamt 131 Einsätze für die Hochschulmannschaft und verbuchte dabei Mittelwerte von 6,1 Punkten sowie 2,4 Rebounds. Mit 141 erzielten Dreipunktwürfen lag sie zum Zeitpunkt ihres Abschieds von Gonzaga auf der ewigen Bestenliste der Hochschulmannschaft auf dem sechsten Platz.
Im Juni 2018 gab der amtierende deutsche Meister Rutronik Stars Keltern Stachs Verpflichtung bekannt. Im selben Jahr gelang ihr der Sprung in die Damen-Nationalmannschaft. Im August 2019 wurde sie deutsche Meisterin in der Basketballspielart „3-gegen-3“. Zur Saison 2019/20 wechselte sie nach Ungarn zum Verein PINKK Pécsi, im Sommer 2020 wurde sie von A3 Basket Umeå (Schweden) verpflichtet. In 22 Ligaspielen für Umeå erzielte sie im Schnitt 17,2 Punkte.
Zur Saison 2021/22 wechselte Stach zu Panathinaikos Athen. Sie verließ Athen im Januar 2022 und kehrte mit ihrem Wechsel zu den TK Hannover Luchsen in die Bundesliga zurück. Im Januar 2023 nahm sie abermals ein Angebot aus Griechenland an, Stach schloss sich Niki Lefkadas an. Sie war im Sommer 2023 Teilnehmerin der Europameisterschaft und schloss das Turnier mit Deutschland auf dem sechsten Platz ab.
Nach ihrer Vertragszeit bei Niki Lefkadas blieb Stach zunächst vereinslos, um sich ihrem Studium zu widmen, im Januar 2024 ging sie zum Bundesligisten Gisa Lions MBC. Dort wurde sie Mitspielerin ihrer Schwester Lotta. Emma Stach spielte bis zum Ende der Saison 2024/25 für den MBC.

## Persönliches
Ihr Vater Matthias ist Moderator beim Fernsehsender Eurosport und Tennisexperte. Mutter Julia spielt Handball und Bruder Anton Fußball, zunächst beim VfL Wolfsburg, dann bei der SpVgg Greuther Fürth und beim FSV Mainz 05. Ihre Schwester Lotta Stach spielt ebenfalls Basketball.
Emma Stach erlangte an der Gonzaga University einen Abschluss im Fach Psychologie und nahm während ihrer Profilaufbahn ein Fernstudium im Fach Sporttherapie auf.